# Sergei Wladimirowitsch Sherwood
Sergei Wladimirowitsch Sherwood (russisch Сергей Владимирович Шервуд; * 1. Dezemberjul. / 13. Dezember 1858greg. in Moskau; † 17. Augustjul. / 29. August 1899greg. ebenda) war ein russischer Architekt.

## Leben
Sherwood, ältester Sohn des Architekten und Bildhauers Wladimir Ossipowitsch Sherwood, studierte an der Moskauer Hochschule für Malerei, Bildhauerei und Architektur mit Abschluss 1889 als Architektur-Künstler. Er arbeitete bei seinem Vater in Moskau.

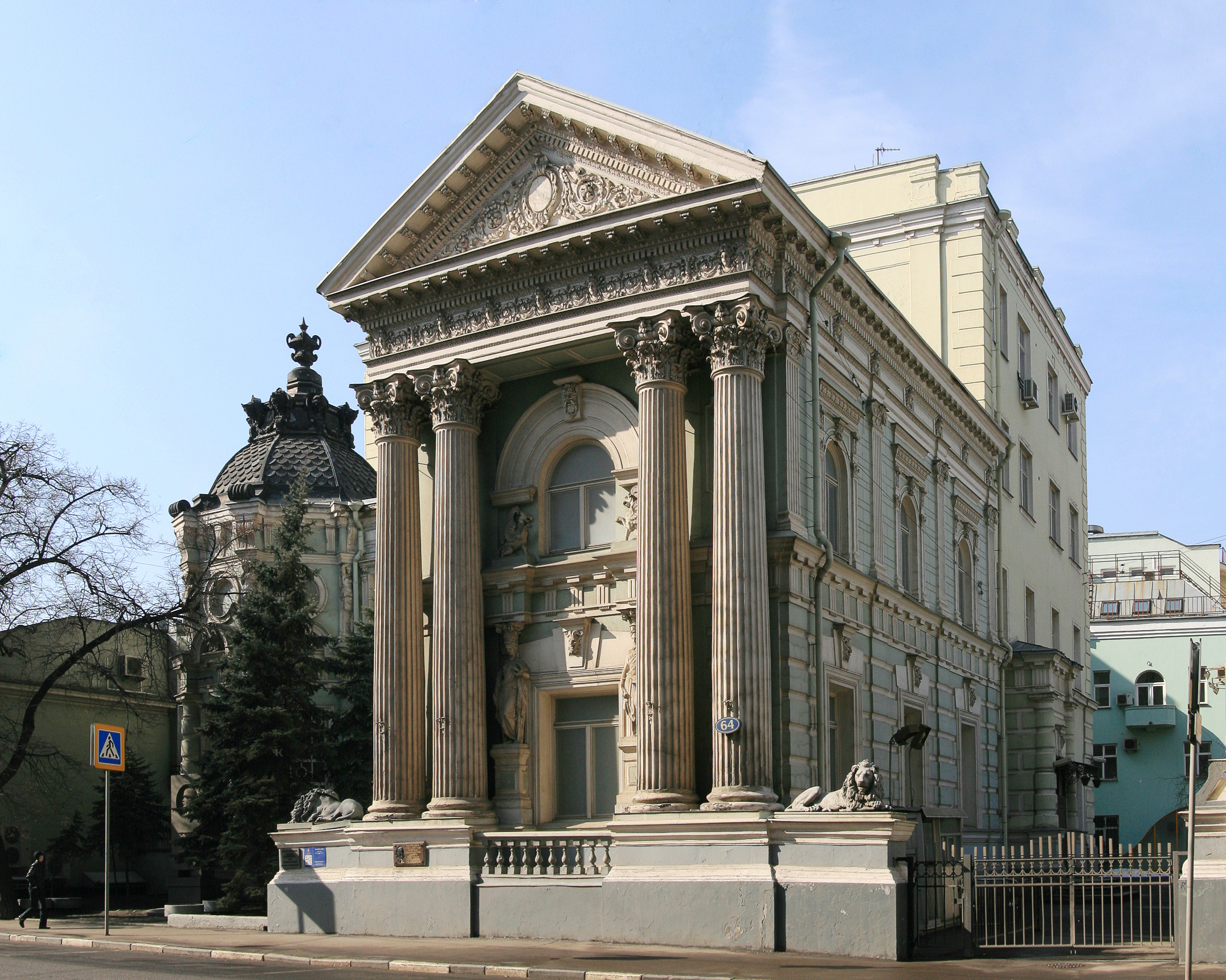
Villa Reck, Moskau

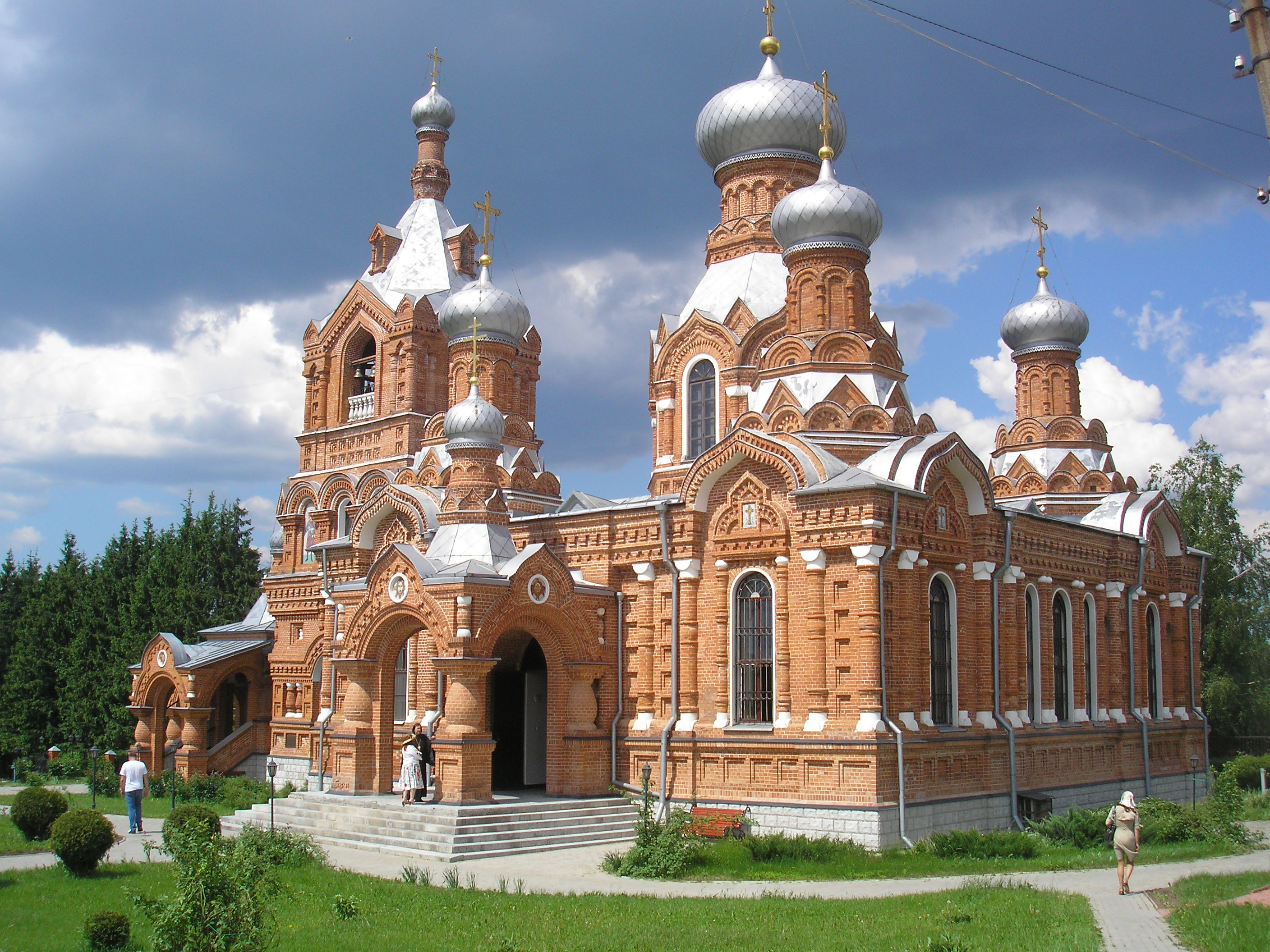
Kreuzerhöhungskirche, Darna bei Istra

1894 erstellte Sherwood einen Anbau an der Nikolai-Kirche an der Mjasnizkaja Uliza (nicht erhalten). 1895 begann er das Projekt zum Bau der Kreuzerhöhungskirche in Darna bei Istra im neorussischen Stil. Die Fertigstellung 1900 erlebte er nicht mehr. Gleichzeitig baute er in der Kasan-Ambrosius-Frauen-Einsiedelei (Schamordino, Gouvernement Kaluga) die Kathedrale der Gottesmutter von Kasan. 1897 baute er für Wilhelmine Reck, Frau des Bankiers Jacob Reck, die neobarocke Villa Reck mit den Löwen (Pjatnizkaja Uliza 64) sowie eine weitere Villa (Nowokusnezkaja Uliza 44), die 1910 umgebaut wurde. Für die Moskauer Aktiengesellschaft für Handel und Bauen des Bankiers Jacob Reck baute Sherwood 1899 ein Wohnhaus (Miljutinski Pereulok 13, fertiggestellt 1900). Sherwoods Projekt für den Bau der Kirche des Tichon von Sadonsk in Klin wurde erst 1907–1909 realisiert. Die Kirche wurde 1924 geschlossen. 1990 wurde sie wieder eröffnet und dem Patriarchen Tichon geweiht.